# Heaven (Warrant)
Heaven è un singolo del gruppo musicale statunitense Warrant, il secondo estratto dal loro album di debutto Dirty Rotten Filthy Stinking Rich nel 1989.
Il brano è una power ballad scritta dal cantante del gruppo, Jani Lane. È diventato il singolo di maggior successo commerciale dei Warrant, raggiungendo il secondo posto della Billboard Hot 100 e la terza posizione della Mainstream Rock Songs. Nel 2014 è stata indicata come la 17ª più grande power ballad di tutti i tempi da Yahoo! Music.
Heaven è stata rivisitata dalla band nel loro album Greatest & Latest, venendo per l'occasione rinominata Heaven '99, ed è stata pubblicata nuovamente come singolo e in seguito anche su iTunes. Nel 2004 Jani Lane ha registrato una nuova versione acustica di Heaven per la compilation VH1 Classic: Metal Mania - Stripped.

## Storia
Heaven prese di sorpresa l'etichetta discografica dei Warrant. Infatti, evidenziate le potenzialità commerciali del singolo, la Columbia incaricò la band di ri-registrare la traccia e darle un maggior sound radiofonico. Per questo motivo, la versione presente nell'album Dirty Rotten Filthy Stinking Rich differisce leggermente da quella utilizzata nel singolo e nel video musicale.
Pare che le prime 250.000 stampe del singolo presentassero ancora la versione originale, mentre tutte le successive hanno la nuova versione.

## Video musicale
Il videoclip del brano, diretto da Nick Morris, è stato girato durante un concerto dal vivo al Sandstone Amphitheatre di Kansas City, in Kansas, e in altre località dell'area metropolitana di Kansas City, nonché a New York City.

## Tracce
1. Heaven – 3:58
2. In the Sticks – 4:06

## Classifiche

### Classifiche settimanali
| Classifica (1989)             | Posizione massima |
| ----------------------------- | ----------------- |
| Australia                     | 54                |
| Canada                        | 5                 |
| Norvegia                      | 4                 |
| Regno Unito                   | 93                |
| Stati Uniti                   | 2                 |
| Stati Uniti (mainstream rock) | 3                 |

### Classifiche di fine anno
| Classifica (1989) | Posizione |
| ----------------- | --------- |
| Canada            | 34        |
| Stati Uniti       | 15        |

## Nella cultura di massa
Nel 2000 il gruppo pop punk New Found Glory ha inciso una cover del brano per la compilation Punk Goes Metal. Nel 2012 è stata invece eseguita da Diego Boneta e Julianne Hough per il film Rock of Ages.